# Canarium sylvestre
Canarium sylvestre là một loài thực vật có hoa trong họ Burseraceae. Loài này được Gaertn. mô tả khoa học đầu tiên năm 1790.